# José Richa

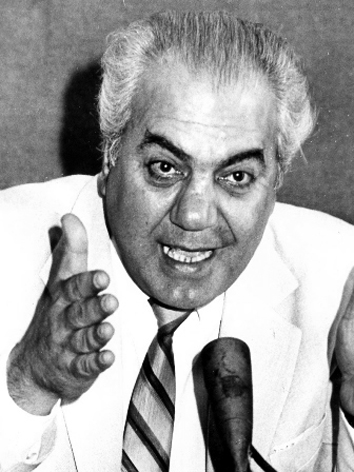
José Richa.

José Richa (São Fidélis, 11 de septiembre de 1934 - 17 de diciembre de 2003) fue un político brasileño cuyo mayor logro es haber sido gobernador de Paraná.
Pese a nacer en el Estado de Río de Janeiro de joven se trasladó a Paraná, donde se formó en Odontología por la Universidad Federal de Paraná en 1959. En 1962 es elegido diputado federal y tras el golpe militar de 1964 se afilia al Movimiento Democrático Brasileño (MDB), siendo uno de sus fundadores. Después de su segundo mandato como diputado federal, es elegido senador en 1978.
En las elecciones de 1982 es elegido gobernador de Paraná. Durante su mandato puso en marcha proyectos sociales y comenzó una campaña para exigir elecciones directas a la presidencia de Brasil. En 1986 dejó la gobernadoría para disputar las elecciones a senador. Al ser elegido, abandonó el Partido del Movimiento Democrático Brasileño (sucesor del MDB), convirtiéndose en uno de los fundadores del Partido de la Social Democracia Brasileña. Permaneció en política hasta 1995, cuando paso a dedicarse al campo empresarial.
Tuvo tres hijos. Uno de ellos, Carlos Alberto Richa siguió la carrera política de su padre, habiendo sido elegido en 2005 alcalde de Curitiba.
| Predecesor: José Hosken de Novaes | Gobernador del estado de Paraná 1983 - 1986 | Sucesor: Álvaro Dias |

- Datos: Q10310412
- Multimedia: José Richa / Q10310412